# Calliostoma tropis
Calliostoma tropis is een slakkensoort uit de familie van de Calliostomatidae. De wetenschappelijke naam van de soort is voor het eerst geldig gepubliceerd in 2009 door Vilvens.